# 아이치현도 제522호선

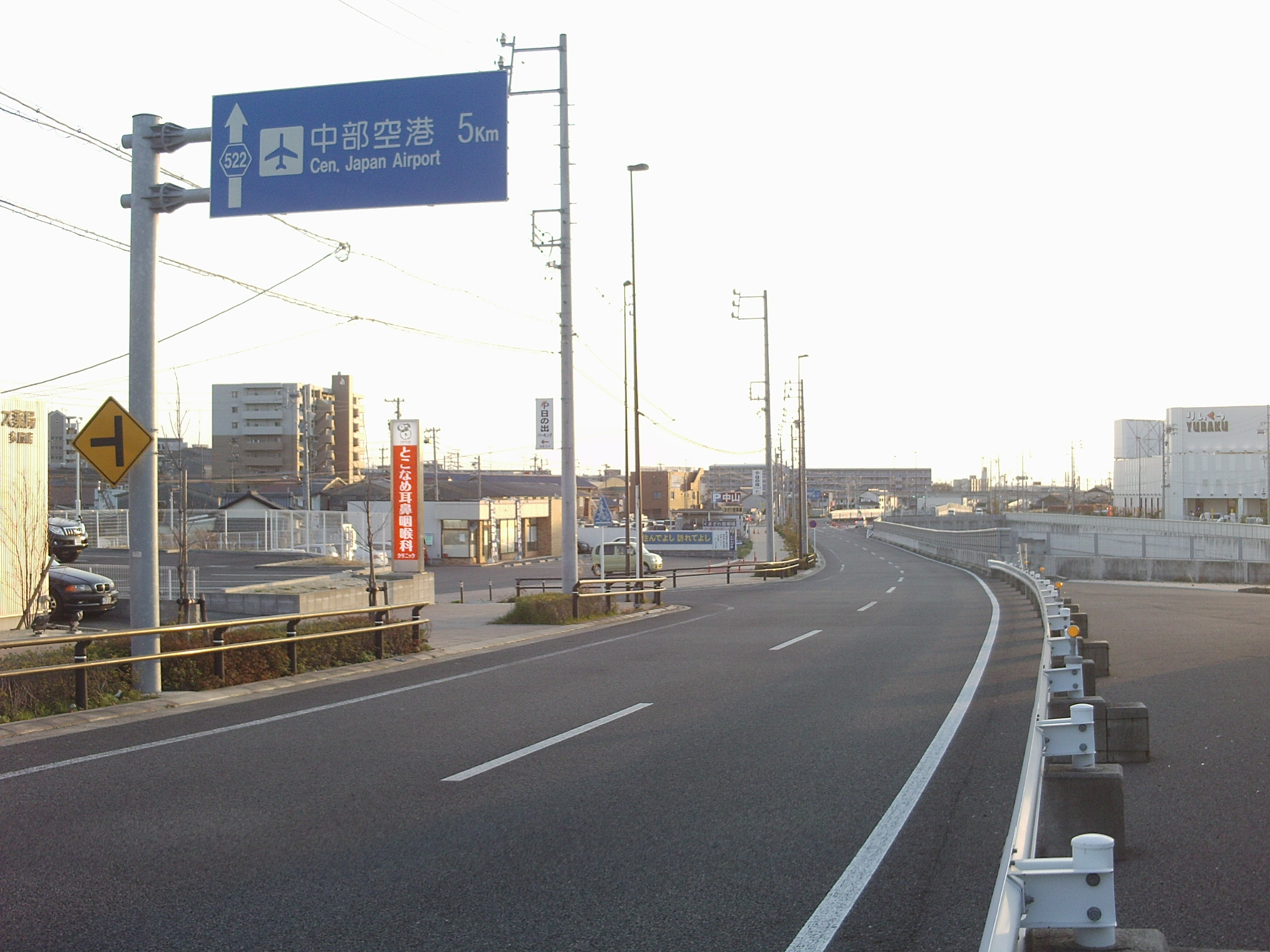
유료 도로의 옆길 부분에 해당되는 곳이다. 그러나 이 도로의 사정권상 국도에 접하고 있어, 이면 도로라고 하여도 대형 트레일러가 충분히 통행할 수 있는 도로의 폭을 가지고 있다.

아이치현도 제522호 주부 국제공항선(일본어: 愛知県道522号中部国際空港線)은 아이치현 도코나메시의 주부 국제공항에서 같은 도시로 이어주는 일반 현도이다.

## 노선 정보
- 기점 : 아이치현 도코나메시 센트레아 (주부 국제공항)
- 종점 : 아이치현 도코나메시 니시키정 (국도 제155호선의 교차점)
- 주요 특징 : 주부 국제공항과 육지로 이어주는 일반 현도임에도 불구, 자동차 전용도로로 기능하게 되는 특이사항이 있음.

## 연혁
- 2000년 5월 23일 : 정식으로 공인받음.

## 지리
- 통과하는 지자체 : 아이치현 도코나메시가 유일.
- 접촉하는 도로 : 다음과 같음.
  - 린쿠 나들목(일본어판) : 지타오탄 도로(일본어판)와 주부 국제공항 연결 도로(일본어판)가 동시에 연결됨.
  - 다야 교차로 : 국도 제155호선와 국도 제247호선 (일본)(일본어판) 그리고 아이치현도 제265호선(일본어판)이 동시에 접촉됨.[1]
- 유료도로 : 주부 국제공항 연결 도로(일본어판)의 센트레아히가시 나들목(일본어판)에서 린쿠 나들목(일본어판)  사이의 구간만 이어짐.
- 주요 다리 : 센트레아 대교 (セントレア大橋)가 유일.